# Александър Александров (диригент)
Вижте пояснителната страница за други личности с името Александър Александров.
Александър Василевич Александров е руски и съветски композитор и хоров диригент, народен артист, генерал-майор.

## Биография
Роден е на 13 април 1883 г. в село Плахино, Рязанска област в семейство на селянин. Установява се в Санкт Петербург през 1891 г.
Постъпва в Консерваторията, която завършва през 1900 г. През 1909 г. решава да продължи образованието си в Московската консерватория, където завършва обучението си в класа по композиция (1913) и в класа по пеене (1916).
Поканен е и преподава в Московската консерватория от 1918 г. Член на КПСС от 1939 г. Основател, организатор и ръководител на Ансамбъл за песни и танци на Руската армия „Александър Александров“, с който обикаля целия Съветски съюз и много страни по света. Автор е на Химна на СССР и на хорови песни. Носител е 2 пъти на Държавна награда на СССР (1942, 1946. Народен артист (1937)
Има син Борис Александров (1905 – 1984), който също е композитор и диригент.
Умира по време на турне с групата си в Берлин на 8 юли 1946 г.